# مارتن غوتفريد
مارتن غوتفريد (بالإنجليزية: Martin Gottfried)‏ هو ناقد موسيقي وصحفي أمريكي، ولد في 9 أكتوبر 1933، وتوفي في 6 مارس 2014 في مانهاتن في الولايات المتحدة.

## وصلات خارجية
- مارتن غوتفريد على موقع IMDb (الإنجليزية)
- مارتن غوتفريد على موقع قاعدة بيانات برودواي على الإنترنت (الإنجليزية)